# 白色霞水母
白色霞水母（学名：Cyanea nozakii）為旗口水母目霞水母科霞水母属的一种大型水母。伞部呈乳白色的扁平圆盘状，伞的直径可达40-60cm，触手 为淡红色。中国分布于渤海、黄海、福建、广东近岸、香港等地，近海常见，夏季常大量密集于黄海、东海各个河口区的水域，影响渔业的生产。